# Clos-Fontaine
Pour les articles homonymes, voir Fontaine.
Clos-Fontaine est une commune française située dans le département de Seine-et-Marne en région Île-de-France.

## Géographie

### Localisation
La commune est située à environ  6,7 kilomètres par la route, au nord de Nangis.

### Communes limitrophes
|        | Gastins                   |                  |
| Quiers | Clos-Fontaine             | La Croix-en-Brie |
|        | Grandpuits-Bailly-Carrois |                  |

### Géologie et relief
L'altitude de la commune varie de 103 mètres à 134 mètres pour le point le plus haut, le centre du bourg se situant à environ 119 mètres d'altitude (mairie). Elle est classée en zone de sismicité 1, correspondant à une sismicité très faible.

### Hydrographie

#### Réseau hydrographique

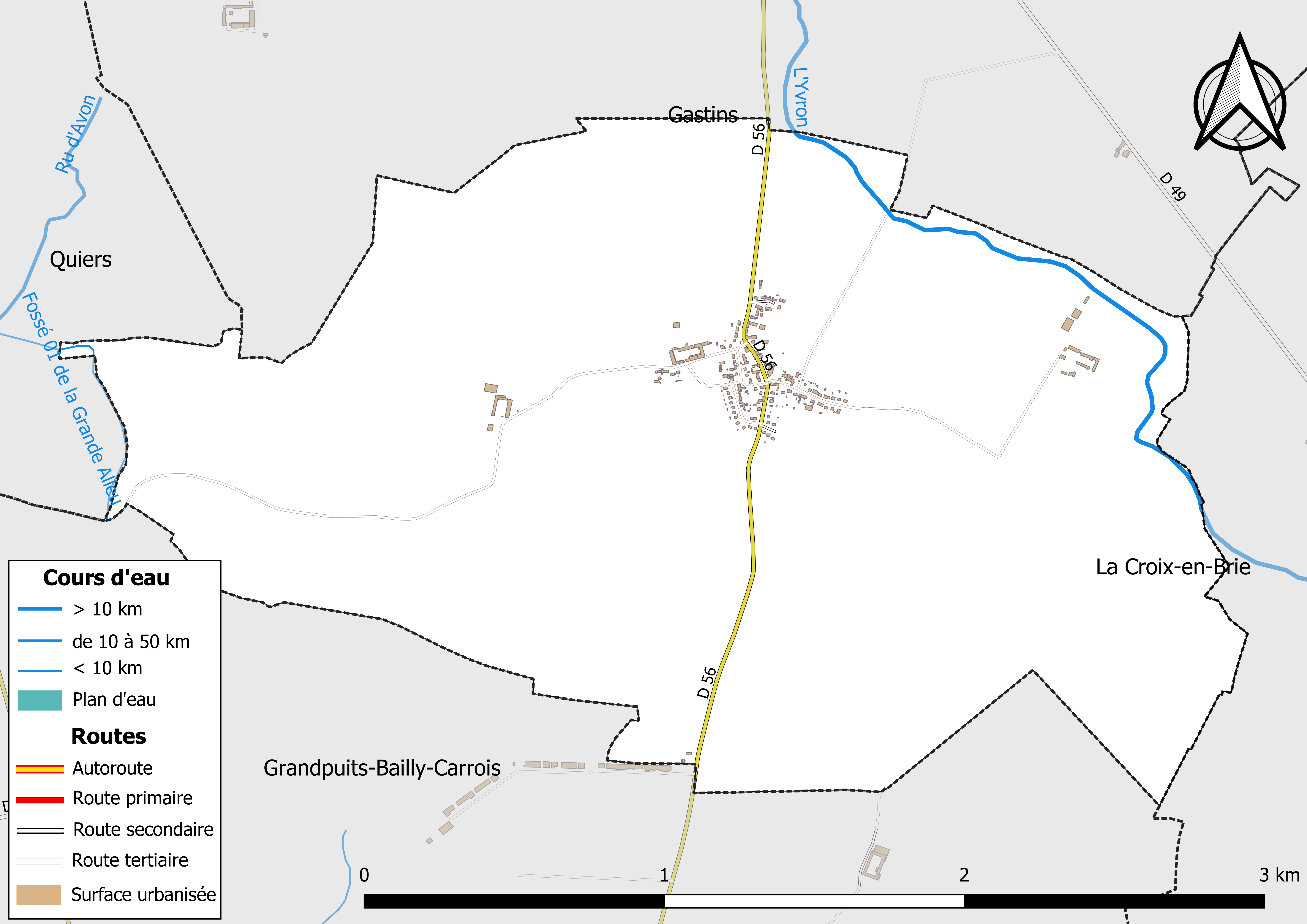
Carte des réseaux hydrographique et routier de Clos-Fontaine.

Le réseau hydrographique de la commune se compose de deux cours d'eau référencés :
- le ruisseau l’Yvron, long de 30,07 km[5], affluent de l'Yerres en rive gauche ;
  - le fossé 01 de la Grande Alleu, 0,98 km[6], qui conflue avec le ru d'Avon.

La longueur totale des cours d'eau sur la commune est de 2,6 km.

#### Gestion des cours d'eau
Afin d’atteindre le bon état des eaux imposé par la Directive-cadre sur l'eau du 23 octobre 2000, plusieurs outils de gestion intégrée s’articulent à différentes échelles : le SDAGE, à l’échelle du bassin hydrographique, et le SAGE, à l’échelle locale. Ce dernier fixe les objectifs généraux d’utilisation, de mise en valeur et de protection quantitative et qualitative des ressources en eau superficielle et souterraine. Le département de Seine-et-Marne est couvert par six SAGE, au sein du bassin Seine-Normandie.
La commune fait partie du SAGE « Yerres », approuvé le 13 octobre 2011. Le territoire de ce SAGE correspond au bassin versant de l’Yerres, d'une superficie de 1 017 km2, parcouru par un réseau hydrographique de 450 kilomètres de long environ, répartis entre le cours de l’Yerres et ses affluents principaux que sont : le ru de l'Étang de Beuvron, la Visandre, l’Yvron, le Bréon, l’Avon, la Marsange, la Barbançonne, le Réveillon. Le pilotage et l’animation du SAGE sont assurés par le syndicat mixte pour l’Assainissement et la Gestion des eaux du bassin versant de l’Yerres (SYAGE), qualifié de « structure porteuse ».

### Climat
Pour des articles plus généraux, voir Climat de l'Île-de-France et Climat de Seine-et-Marne.
En 2010, le climat de la commune est de type climat océanique dégradé des plaines du Centre et du Nord, selon une étude du CNRS s'appuyant sur une série de données couvrant la période 1971-2000. En 2020, Météo-France publie une typologie des climats de la France métropolitaine dans laquelle la commune est exposée à un climat océanique altéré et est dans la région climatique Nord-est du bassin Parisien, caractérisée par un ensoleillement médiocre, une pluviométrie moyenne régulièrement répartie au cours de l’année et un hiver froid (3 °C).
Pour la période 1971-2000, la température annuelle moyenne est de 10,9 °C, avec une amplitude thermique annuelle de 15,6 °C. Le cumul annuel moyen de précipitations est de 699 mm, avec 11,4 jours de précipitations en janvier et 7,7 jours en juillet. Pour la période 1991-2020, la température moyenne annuelle observée sur la station météorologique la plus proche, située sur la commune de Grandpuits-Bailly-Carrois à 4 km à vol d'oiseau, est de 11,3 °C et le cumul annuel moyen de précipitations est de 704,0 mm,. Pour l'avenir, les paramètres climatiques de la commune estimés pour 2050 selon différents scénarios d'émission de gaz à effet de serre sont consultables sur un site dédié publié par Météo-France en novembre 2022.
| Mois                                  | jan.           | fév.           | mars          | avril         | mai             | juin          | jui.          | août           | sep.          | oct.            | nov.            | déc.             | année      |
| ------------------------------------- | -------------- | -------------- | ------------- | ------------- | --------------- | ------------- | ------------- | -------------- | ------------- | --------------- | --------------- | ---------------- | ---------- |
| Température minimale moyenne (°C)     | 1,3            | 1,4            | 3             | 5             | 8,5             | 11,4          | 13,2          | 13             | 10,1          | 7,8             | 4,3             | 2,1              | 6,8        |
| Température moyenne (°C)              | 3,9            | 4,6            | 7,5           | 10,3          | 13,9            | 17,1          | 19,3          | 19,1           | 15,5          | 11,9            | 7,3             | 4,6              | 11,3       |
| Température maximale moyenne (°C)     | 6,5            | 7,9            | 11,9          | 15,5          | 19,4            | 22,8          | 25,3          | 25,2           | 21            | 16              | 10,3            | 7,1              | 15,7       |
| Record de froid (°C) date du record   | −18,8 08.01.10 | −13 22.02.1996 | −9,1 01.03.05 | −5,8 08.04.03 | −1,3 05.05.1996 | 1,5 01.06.06  | 5,7 31.07.15  | 3,3 28.08.1998 | 1,9 25.09.02  | −5,5 30.10.1997 | −9,8 24.11.1998 | −12,5 31.12.1996 | −18,8 2010 |
| Record de chaleur (°C) date du record | 16 05.01.1999  | 18,7 24.02.21  | 24,5 31.03.21 | 28 20.04.18   | 31,5 28.05.17   | 36,4 27.06.11 | 40,5 25.07.19 | 39,6 07.08.03  | 33,7 08.09.23 | 27,8 01.10.11   | 21,5 07.11.15   | 17,2 07.12.00    | 40,5 2019  |
| Précipitations (mm)                   | 56,9           | 53,3           | 51            | 54,5          | 65,1            | 53,7          | 54,7          | 57,7           | 56,2          | 66,2            | 62,6            | 72,1             | 704        |

### Milieux naturels et biodiversité
Aucun espace naturel présentant un intérêt patrimonial n'est recensé sur la commune dans l'inventaire national du patrimoine naturel,,.

## Urbanisme

### Typologie
Au 1er janvier 2024, Clos-Fontaine est catégorisée commune rurale à habitat dispersé, selon la nouvelle grille communale de densité à sept niveaux définie par l'Insee en 2022.
Elle est située hors unité urbaine. Par ailleurs la commune fait partie de l'aire d'attraction de Paris, dont elle est une commune de la couronne,. Cette aire regroupe 1 929 communes,.

### Lieux-dits et écarts
La commune compte 23 lieux-dits administratifs répertoriés consultables ici (source : le fichier Fantoir) dont la Boulaye, le Vivier.

### Occupation des sols
L'occupation des sols de la commune, telle qu'elle ressort de la base de données européenne d’occupation biophysique des sols Corine Land Cover (CLC), est marquée par l'importance des territoires agricoles (91,3 % en 2018), en diminution par rapport à 1990 (95,6 %). La répartition détaillée en 2018 est la suivante :
terres arables (91,3%), zones urbanisées (4,4%), zones industrielles ou commerciales et réseaux de communication (4,3 %).
Parallèlement, L'Institut Paris Région, agence d'urbanisme de la région Île-de-France, a mis en place un inventaire numérique de l'occupation du sol de l'Île-de-France, dénommé le MOS (Mode d'occupation du sol), actualisé régulièrement depuis sa première édition en 1982. Réalisé à partir de photos aériennes, le Mos distingue les espaces naturels, agricoles et forestiers mais aussi les espaces urbains (habitat, infrastructures, équipements, activités économiques, etc.) selon une classification pouvant aller jusqu'à 81 postes, différente de celle de Corine Land Cover,,. L'Institut met également à disposition des outils permettant de visualiser par photo aérienne l'évolution de l'occupation des sols de la commune entre 1949 et 2018.

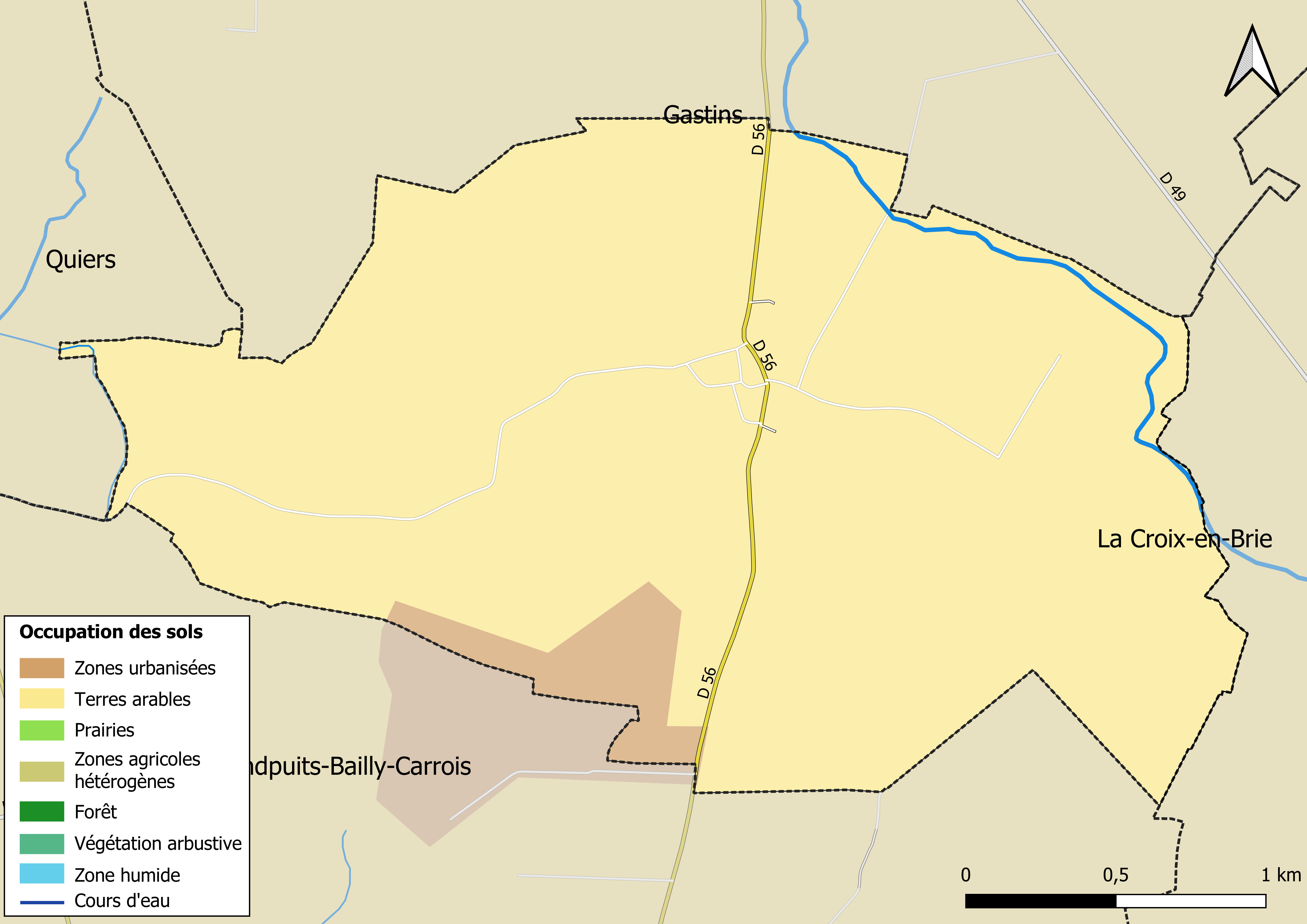
Carte des infrastructures et de l'occupation des sols en 2018 (CLC) de la commune.
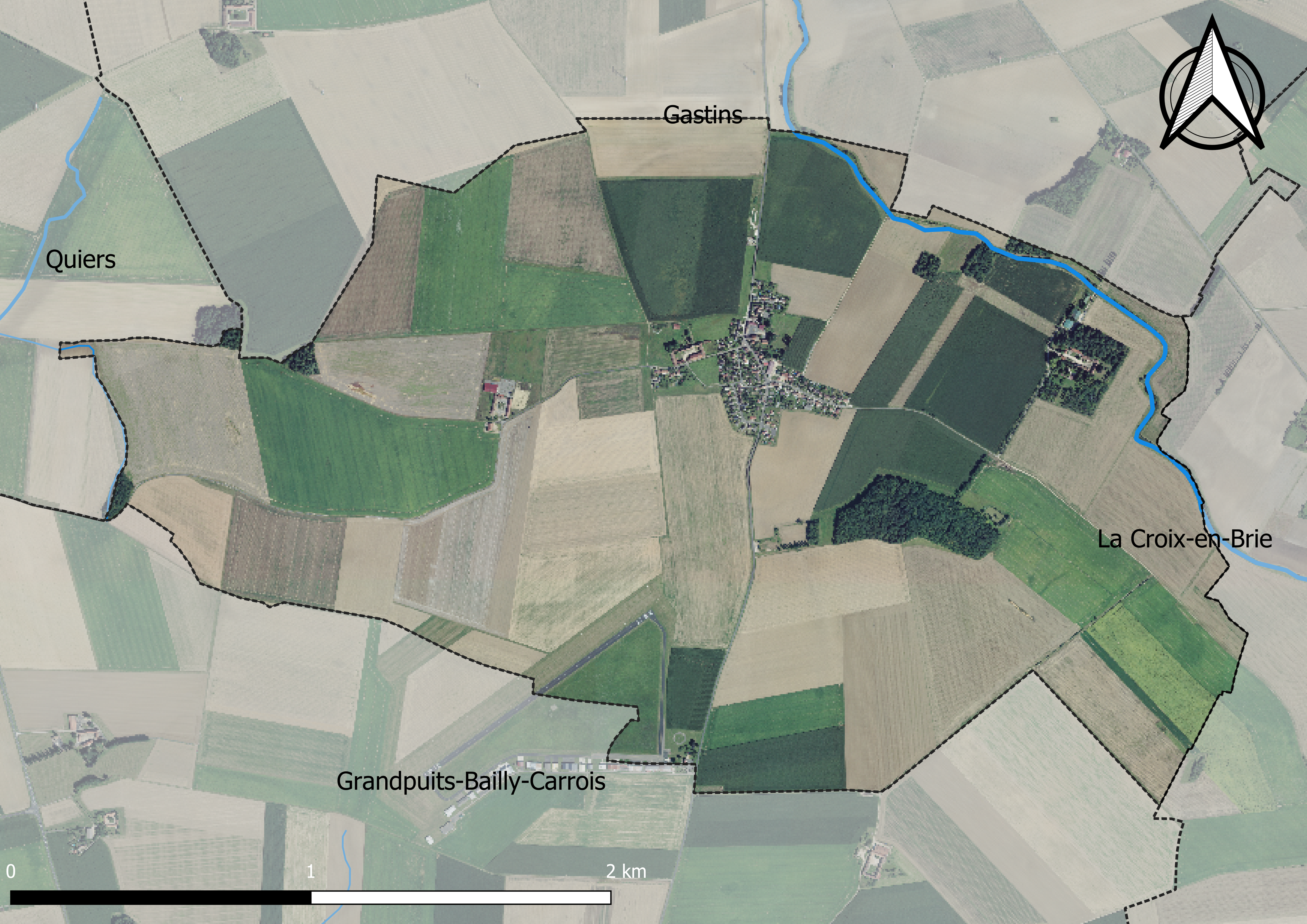
Carte orhophotogrammétrique de la commune.

### Planification
La commune disposait en 2019 d'un plan local d'urbanisme approuvé. Le zonage réglementaire et le règlement associé peuvent être consultés sur le Géoportail de l'urbanisme.

### Logement
En 2017, le nombre total de logements dans la commune était de 113 dont 100 % de maisons (maisons de ville, corps de ferme, pavillons, etc.).
Parmi ces logements, 93,8 % étaient des résidences principales, 5,3 % des résidences secondaires et 0,9 % des logements vacants.
La part des ménages fiscaux propriétaires de leur résidence principale s'élevait à 94 % contre 5 % de locataires et 1 % logés gratuitement.

### Voies de communication et transports

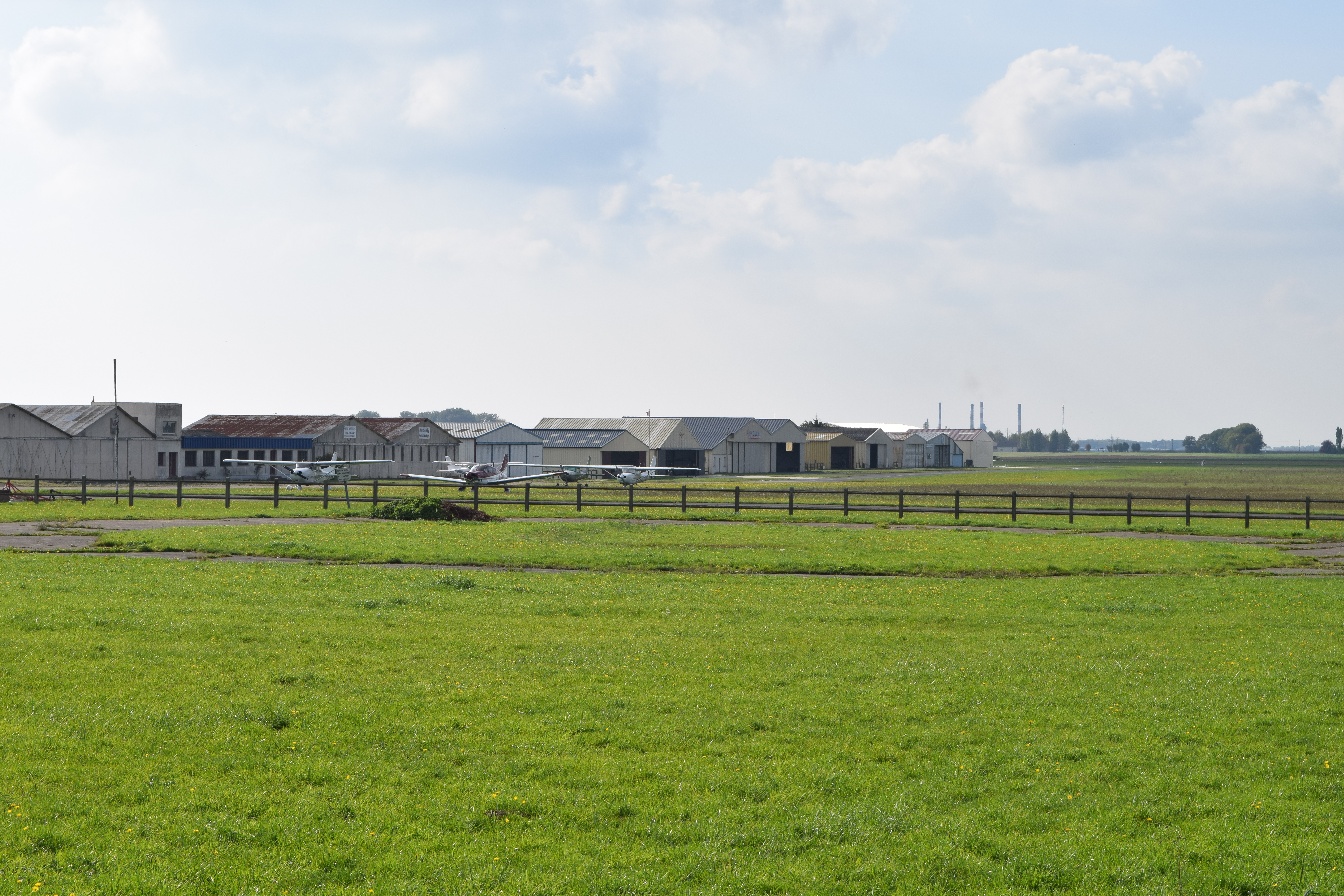
Aérodrome de Clos-Fontaine.

#### Transports
L'aérodrome de Nangis Les Loges (LFAI), ouvert aux avions privés en vol à vue (VFR) et aux ULM, se trouve en partie sur le territoire communal.

## Toponymie
La localité était dénommée  Fontaine Close au XIIIe siècle.
Le nom dériverait du latin closo fonte, « source fermée ».

## Histoire
Des vestiges préhistoriques et gallo-romains ont été retrouvés dans la commune.
Sous l’Ancien Régime, la paroisse est partagée en deux seigneuries : celle de la commanderie des Templiers, et celle du prieuré de Saint-Blaise de la chartreuse de Paris.
Le fief du Haut et du Bas-Enfel, sis sur la paroisse, porte aussi le nom d'Enfer. Il est détenu par Robert de La Rama en 1531, puis par Jehan de La Rama père de Geoffroy.

### Les Templiers et les Hospitaliers
Il existait une commanderie des Templiers puis lors de la dévolution des biens de l'ordre du Temple elle est revenue aux Hospitaliers de l'ordre de Saint-Jean de Jérusalem de la Croix-en-Brie.

### Circonscriptions d'Ancien Régime
- Intendance : Paris
- Élection : Rozay
- Subdélégation : Rozay
- Grenier à sel, Provins, et, à partir de 1726, Fontenay
- Coutume : Melun
- Parlement : Paris
- Bailliage : Melun
- Gouvernement : Ile-de-France
- Diocèse, Sens
- Archidiaconé : Melun
- Doyenné, Montereau[31].

## Politique et administration

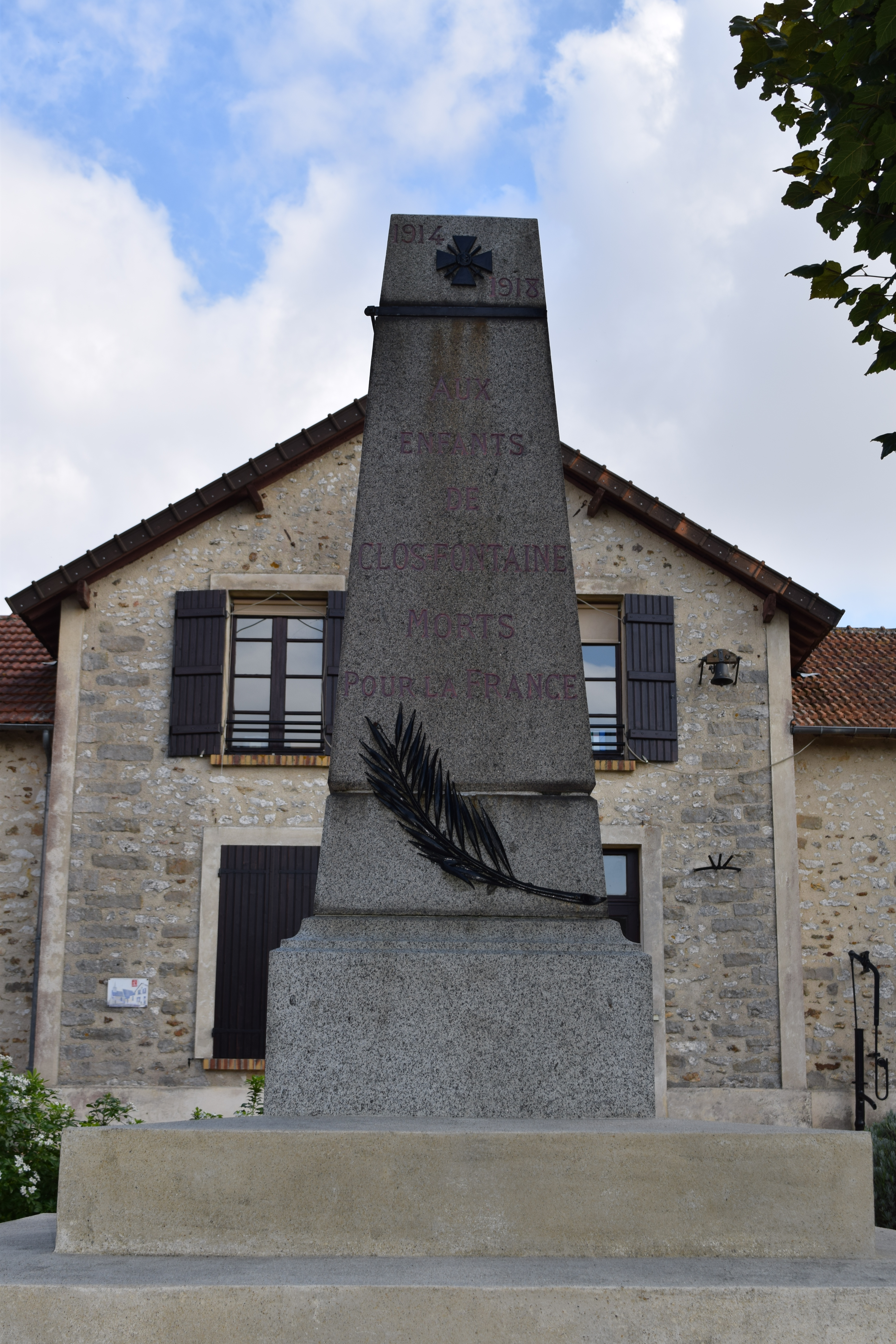
Le monument aux morts.

### Rattachements administratifs et électoraux
Clos-Fontaine se trouve dans le département de Seine-et-Marne. Rattachée depuis la Révolution française à l'arrondissement de Melun, elle intègre le 1er janvier 2017 l'arrondissement de Provins afin de faire coïncider les limites d'arrondissement et celles des intercommunalités.
Pour l'élection des députés, elle fait partie depuis 2012 de la troisième circonscription de Seine-et-Marne.
Elle faisait partie depuis 1793 du canton de Mormant. Dans le cadre du redécoupage cantonal de 2014 en France, la commune intègre le canton de Nangis.

### Intercommunalité
La commune est membre de la Communauté de communes de la Brie nangissienne, créée en 2005.

### Liste des maires
| Période                                  | Période      | Identité                 | Étiquette | Qualité                                                                |
| ---------------------------------------- | ------------ | ------------------------ | --------- | ---------------------------------------------------------------------- |
| Les données manquantes sont à compléter. |              |                          |           |                                                                        |
| 1804                                     | 1816         | M. Andry                 |           |                                                                        |
| 1817                                     | 1821         | François Savinien Blaque |           |                                                                        |
| 1822                                     | 1830         | M. Nodier (ou Naudier)   |           |                                                                        |
| 1831                                     |              | Louis Auguste Beaugrand  |           | Cultivateur                                                            |
| 1834                                     |              | Louis Auguste Beaugrand  |           | Fermier                                                                |
| 1836                                     |              | M. Nodier                |           |                                                                        |
| 1837                                     |              | François Auguste Naudier |           |                                                                        |
| 1848                                     |              | Joseph Cornet            |           | Charretier Maire-adjoint, supplée le maire démissionnaire              |
| 1870                                     |              | Jules Pecquenard         |           | Cultivateur                                                            |
| 1871                                     |              | Théophile Geolot         |           | Charretier                                                             |
| 1876                                     |              | Charles Victor de Fresne |           | Propriétaire                                                           |
| 1891                                     |              | Auguste Adrien Carré     |           | Cultivateur                                                            |
| 1907                                     |              | M. Gandoin               |           |                                                                        |
| 1909                                     |              | Alfred Herluison         |           | Cultivateur                                                            |
| 1919                                     | 1953         | Pierre Clogenson         |           |                                                                        |
| 1953                                     | 1983         | Paul Durand              |           |                                                                        |
| 1953                                     | 1989         | Jean-Pierre Clogenson    |           | Industriel                                                             |
| 1989                                     | janvier 1995 | Paul Durand              |           |                                                                        |
| janvier 1995                             | juin 1995    | Jean-Paul Faverolle      |           |                                                                        |
| juin 1995                                | mars 2001    | Robert Gouble            |           |                                                                        |
| mars 2001                                | En cours     | Gilbert Leconte          | DVD       | Chargé d'affaires Président de la CC de la Brie nangissienne (2006 → ) |

## Équipements et services

### Eau et assainissement
L’organisation de la distribution de l’eau potable, de la collecte et du traitement des eaux usées et pluviales relève des communes. La loi NOTRe de 2015 a accru le rôle des EPCI à fiscalité propre en leur transférant cette compétence. Ce transfert devait en principe être effectif au 1er janvier 2020, mais la loi Ferrand-Fesneau du 3 août 2018 a introduit la possibilité d’un report de ce transfert au 1er janvier 2026,.

#### Assainissement des eaux usées
En 2020, la commune de Clos-Fontaine gère le service d’assainissement collectif (collecte, transport et dépollution) en régie directe, c’est-à-dire avec ses propres personnels.
L’assainissement non collectif (ANC) désigne les installations individuelles de traitement des eaux domestiques qui ne sont pas desservies par un réseau public de collecte des eaux usées et qui doivent en conséquence traiter elles-mêmes leurs eaux usées avant de les rejeter dans le milieu naturel. La communauté de communes de la Brie nangissienne (CCBN) assure pour le compte de la commune le service public d'assainissement non collectif (SPANC), qui a pour mission de vérifier la bonne exécution des travaux de réalisation et de réhabilitation, ainsi que le bon fonctionnement et l’entretien des installations. Cette prestation est déléguée à l'entreprise Veolia, dont le contrat arrive à échéance le 31 décembre 2021,.

#### Eau potable
En 2020, l'alimentation en eau potable est assurée par le SIAEP de Grandpuits-Bailly-Carrois, Fontenailles, Saint-Ouen-en-Brie, Clos-fontaine qui en a délégué la gestion à l'entreprise Veolia, dont le contrat expire le 30 juin 2032,,.

## Population et société

### Démographie
L'évolution du nombre d'habitants est connue à travers les recensements de la population effectués dans la commune depuis 1793. Pour les communes de moins de 10 000 habitants, une enquête de recensement portant sur toute la population est réalisée tous les cinq ans, les populations de référence des années intermédiaires étant quant à elles estimées par interpolation ou extrapolation. Pour la commune, le premier recensement exhaustif entrant dans le cadre du nouveau dispositif a été réalisé en 2004.

En 2022, la commune comptait 235 habitants, en évolution de −12,96 % par rapport à 2016 (Seine-et-Marne : +3,92 %, France hors Mayotte : +2,11 %).
| 1793 | 1800 | 1806 | 1821 | 1831 | 1836 | 1841 | 1846 | 1851 |
| ---- | ---- | ---- | ---- | ---- | ---- | ---- | ---- | ---- |
| 169  | 187  | 184  | 140  | 169  | 178  | 159  | 146  | 170  |

| 1856 | 1861 | 1866 | 1872 | 1876 | 1881 | 1886 | 1891 | 1896 |
| ---- | ---- | ---- | ---- | ---- | ---- | ---- | ---- | ---- |
| 146  | 148  | 150  | 168  | 168  | 163  | 162  | 167  | 188  |

| 1901 | 1906 | 1911 | 1921 | 1926 | 1931 | 1936 | 1946 | 1954 |
| ---- | ---- | ---- | ---- | ---- | ---- | ---- | ---- | ---- |
| 153  | 150  | 135  | 151  | 151  | 143  | 140  | 129  | 133  |

| 1962 | 1968 | 1975 | 1982 | 1990 | 1999 | 2004 | 2006 | 2009 |
| ---- | ---- | ---- | ---- | ---- | ---- | ---- | ---- | ---- |
| 131  | 108  | 160  | 176  | 262  | 270  | 254  | 248  | 255  |

| 2014 | 2019 | 2022 | - | - | - | - | - | - |
| ---- | ---- | ---- | - | - | - | - | - | - |
| 273  | 248  | 235  | - | - | - | - | - | - |

### Enseignement

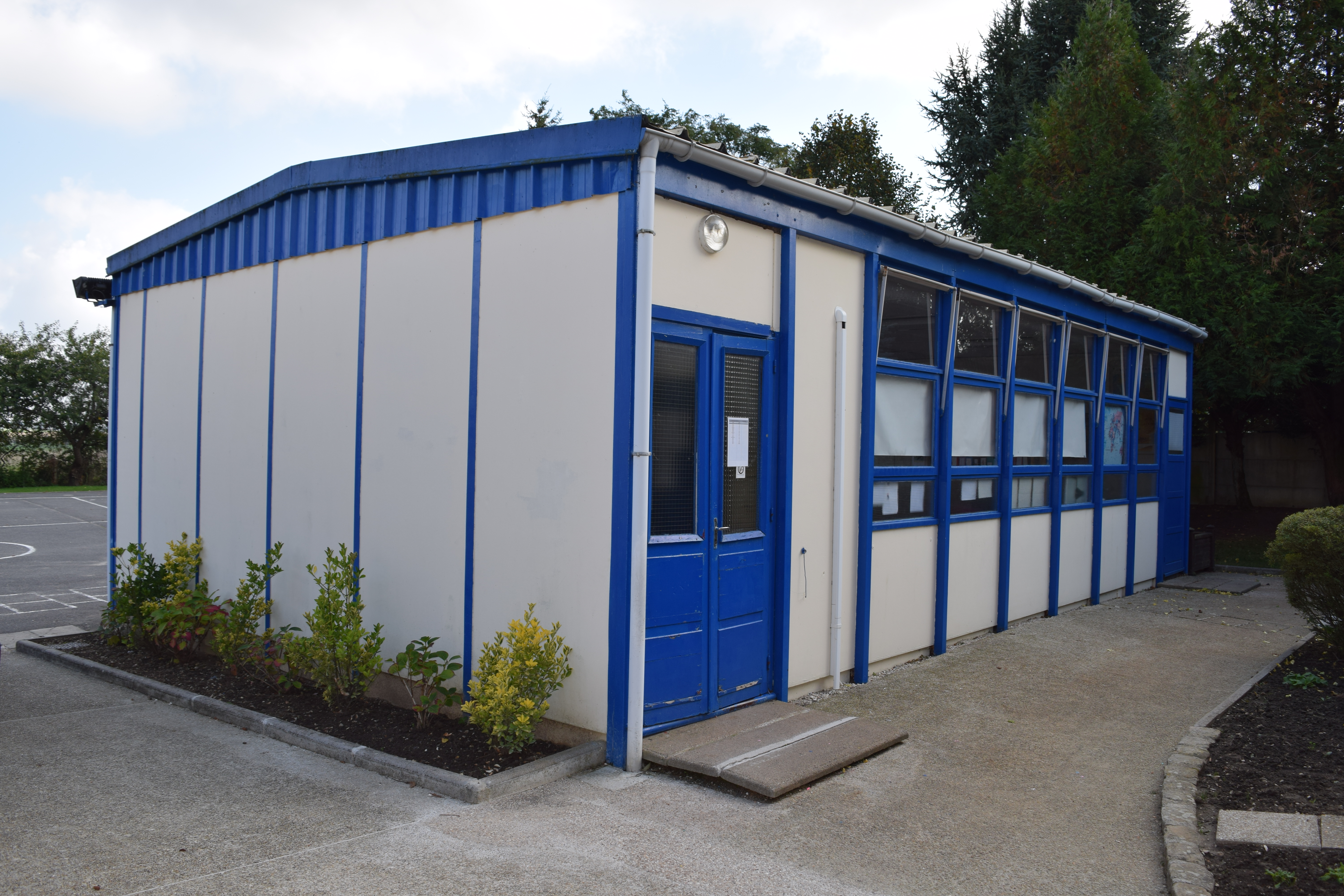
L'école en 2015.

Les enfants de la commune sont scolarisés au sein d'un regroupement pédagogique intercommunal (RPI) qui regroupe Clos-fontaine – Gastins et Quiers. L'école de Clos-Fontaine accueille en 2018-2019 48 élèves

## Économie

### Revenus de la population et fiscalité
En 2018, le nombre de ménages fiscaux de la commune était de 99, représentant 264 personnes et la  médiane du revenu disponible par unité de consommation  de 23 770 euros.

### Emploi
En 2018, le nombre total d’emplois dans la zone était de 26, occupant 123 actifs  résidants (dont 10 % dans la commune de résidence et 90 % dans une commune autre que la commune de résidence).
Le taux d'activité de la population (actifs ayant un emploi) âgée de 15 à 64 ans s'élevait à 74,2 % contre un taux de chômage de 6,3 %.
Les 19,5 % d’inactifs se répartissent de la façon suivante : 6,3 % d’étudiants et stagiaires non rémunérés, 4,4 % de retraités ou préretraités et 8,8 % pour les autres inactifs.

### Secteurs d'activité

#### Entreprises et commerces
En 2019, le nombre d’unités légales et d’établissements (activités marchandes hors agriculture) par secteur d'activité était de 16 dont 4 dans la construction, 5 dans le commerce de gros et de détail, transports, hébergement et restauration, 4 dans les activités spécialisées, scientifiques et techniques et activités de services administratifs et de soutien, 1 dans l’administration publique, enseignement, santé humaine et action sociale et 2  étaient relatifs aux autres activités de services.
En 2020, 5 entreprises ont été créées sur le territoire de la commune, dont 4 individuelles.
Au 1er janvier 2021, la commune ne disposait pas d’hôtel et de terrain de camping.

#### Agriculture
Clos-Fontaine est dans la petite région agricole dénommée la « Brie centrale », une partie de la Brie autour de Mormant. En 2010, l'orientation technico-économique de l'agriculture sur la commune est la culture de céréales et d'oléoprotéagineux (COP).
Si la productivité agricole de la Seine-et-Marne se situe dans le peloton de tête des départements français, le département enregistre un double phénomène de disparition des terres cultivables (près de 2 000 ha par an dans les années 1980, moins dans les années 2000) et de réduction d'environ 30 % du nombre d'agriculteurs dans les années 2010. Cette tendance n'est pas confirmée au niveau de la commune qui voit le nombre d'exploitations rester constant entre 1988 et 2010. Parallèlement, la taille de ces exploitations diminue, passant de 119 ha en 1988 à 87 ha en 2010.
Le tableau ci-dessous présente les principales caractéristiques des exploitations agricoles de Clos-Fontaine, observées sur une période de 22 ans :
|                                      | 1988 | 2000 | 2010 |
| ------------------------------------ | ---- | ---- | ---- |
| Dimension économique,                |      |      |      |
| Nombre d’exploitations (u)           | 5    | 5    | 5    |
| Travail (UTA)                        | 10   | 7    | 9    |
| Surface agricole utilisée (ha)       | 593  | 568  | 437  |
| Cultures                             |      |      |      |
| Terres labourables (ha)              | 590  | 568  | 437  |
| Céréales (ha)                        | 437  | 377  | 284  |
| dont blé tendre (ha)                 | 272  | 281  | 192  |
| dont maïs-grain et maïs-semence (ha) | 135  | 43   | s    |
| Tournesol (ha)                       | s    |      | s    |
| Colza et navette (ha)                | s    | s    |      |
| Élevage                              |      |      |      |
| Cheptel (UGBTA)                      | 2    | 0    | 21   |

## Culture locale et patrimoine

### Lieux et monuments
On peut signaler :

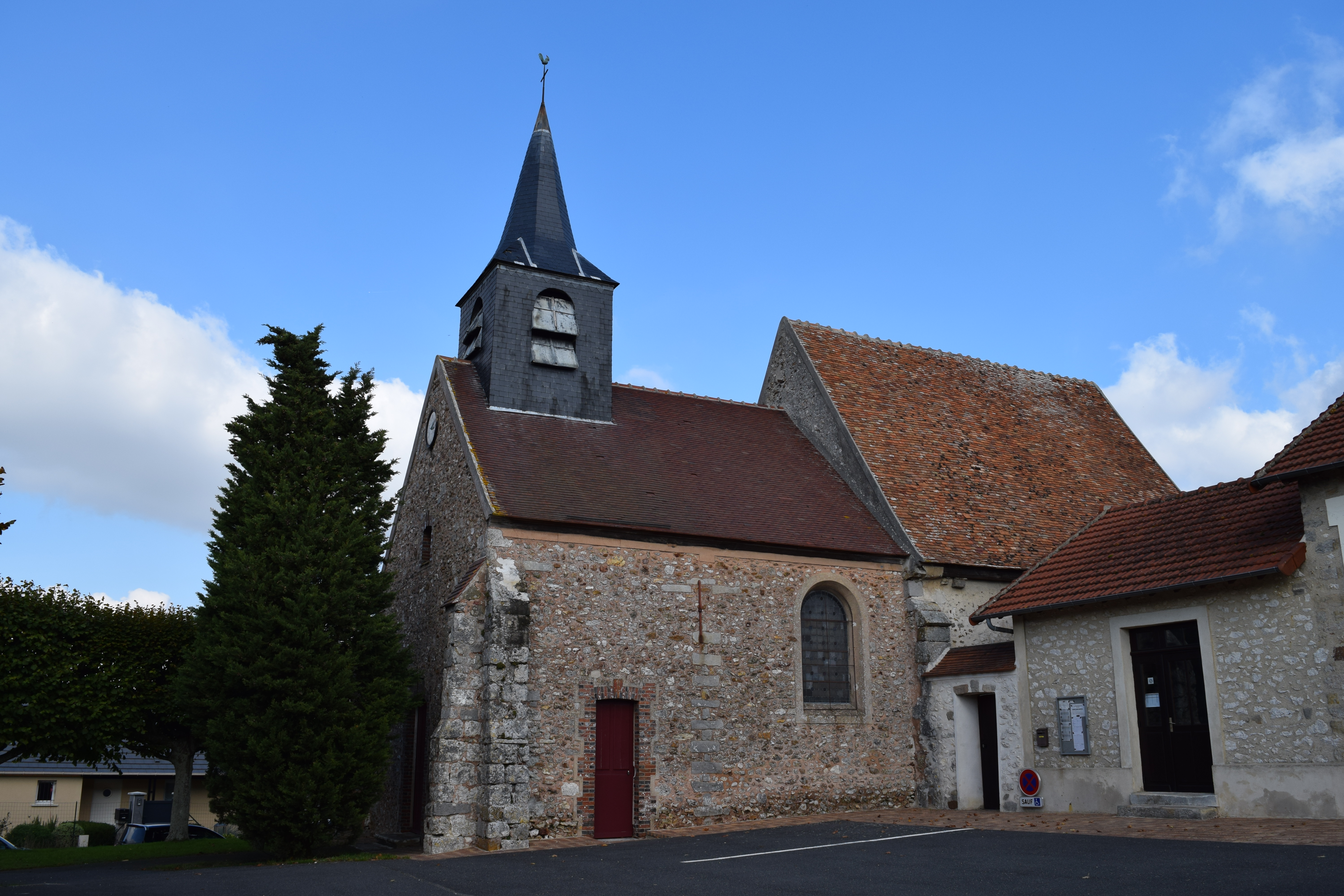
L'église Saint-Laurent de Clos-Fontaine vue de côté.

- L'église Saint-Laurent : datant du XIIe et milieu du XVIIe siècle, elle est bâtie de grès, meulière et brique. La chapelle primitive est remplacée dès le XIIe siècle par un premier bâtiment remanié et agrandi vers le milieu du XVIIe siècle. De plan rectiligne, sans bas-côtés ni transept, l'église se termine par un chevet droit. La voûte en berceau laisse les poutres apparentes. Une dalle funéraire du XVIe siècle ornée des effigies des défunts gravées dans un décor Renaissance, s'y trouve[52].

En flânant dans le village, aux détours des rues, le visiteur découvre des photographies relatant la vie rurale du siècle passé (parcours 1900).